# 北朝鮮の核実験 (2009年)
座標: 北緯41度18分21.6秒 東経129度1分44.4秒 / 北緯41.306000度 東経129.029000度

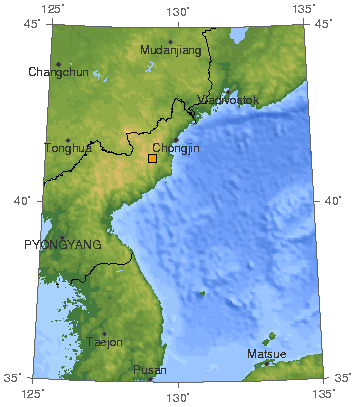
地下核実験が行われたとみられる位置。（画像はUSGSより）

2009年5月25日午前9時54分頃（KST）に朝鮮民主主義人民共和国（北朝鮮）によって行われた地下核実験。2006年に続き2度目の核実験であり、2009年4月に行われたミサイル実験から約50日後に行われた。

## 概要
2009年5月25日午前9時54分頃（KST）、北朝鮮の咸鏡北道吉州郡豊渓里付近で震度4.5前後の地震が観測された。韓国気象庁によるとM4.5で震源地は北緯41.28度、東経129.13度で前回の核実験地とほぼ同じ位置だった。
同日正午前、朝鮮中央通信は核実験を行い成功したと発表。朝鮮中央放送も正午の定時ニュースで「地下核実験に成功した」と報じた。
また5月25日の大韓民国（韓国）の聯合ニュースは北朝鮮舞水端里から午前12時頃（KST）に1発、元山から午後5時頃に2発の計3発ミサイルが発射されたと報じた。
5月26日の韓国の聯合ニュースが新たに北朝鮮が短距離ミサイルを2発発射したことを発表。
この核実験には、北朝鮮側がアメリカ合衆国に対して、瀬戸際政策を有利に進める狙いがあると見られている。
日本国内では、核実験の6日前には北朝鮮タンクローリー不正輸出事件が起きている。
韓国は、核実験後、大量破壊兵器拡散防止構想（PSI）に加入すると発表した。これに対し北朝鮮板門店代表部報道官は5月27日、「わが国に対する宣戦布告とみなす」「わが軍隊ももはや休戦協定の拘束を受けることはない」「わが革命武力はそれに伴う軍事的行動に移ることになる」という内容の声明を発表した。

## 分析
アメリカ地質調査所は同日午前9時54分頃に、北朝鮮清津の南西約100キロの山の中でM4.7の地震が感知されたと発表。前回核実験時のM4.3より0.4増加した。
日本の気象庁によると午前9時54分40秒（JST）にM5.3の揺れを観測。震源地は北緯41.2度東経129.2度。前回のM4.9より0.4増加。これは放出されたエネルギーが約4倍になったことを意味する。また、P波の振幅が大きくS波は小さいという人工地震の特徴もみられた。
韓国気象庁も今回M4.5（前回M3.89）と観測地点が違うため各国数値は異なるが、いずれも前回核実験時より数値が大きくなっており、震動の規模だけならインドやパキスタンの核実験とほぼ同規模という意見もある。また、爆発規模についてはまだはっきりしていない。米の核専門家は4キロトン前後と分析する一方、ロシアや韓国は最大で長崎型原爆並み（20キロトン）という見方を示している。また、米国の核専門家らは、前回の核実験時に事前通告4キロトンの出力で、1キロトン弱であったので、再度実験を行い、成功させた可能性があるとの分析も行っている。

## 国連と各国の反応
ロシアのチュルキン国連大使は、核実験緊急会合を開催するとした。午後に開かれた国家安全保障会議で韓国の軍事当局は偵察レベルを引き上げると発表した。
国際連合安全保障理事会は、国連憲章第7章に基づく制裁行動として、具体的に経済制裁に関する行動を定める第41条が言及された国際連合安全保障理事会決議1874を採択した。決議1874では核実験の強行を最も強く非難するとともに、核及びミサイルの拡散に関わる資金を凍結することや、ヒト・モノ・カネに対象を特定した制裁を課すことで武器等の輸出入をさらに制限する内容となっている。

## 経済への影響
94円台で推移していたドル円相場はミサイル発射の報道がされると円安/ドル高となり、ロンドン時間に入り95円10銭まで上昇した。ユーロ円相場は週末値より反落し、2円15銭円下の130円55-65銭まで下がった。韓国総合株価指数（KOSPI）は一時6.3%下落した。ウォン/ドル相場は1%下落した。日経平均株価は1%上昇し、金融銘柄が買われ、自動車銘柄は下落した。